# Asserzione (informatica)
In informatica, un'asserzione  è un predicato presente in un programma che indica che il predicato sia sempre vero.
Per esempio, il codice seguente contiene due asserzioni:
```
x
 
:
=
 
5
;

{
x
 
>
 
0
}

x
 
:
=
 
x
 
+
 
1

{
x
 
>
 
1
}

```

x > 0 and x > 1, e saranno certamente vere nei punti indicati durante l'esecuzione.

## Uso
In linguaggi come Eiffel, le asserzioni fanno parte del processo di progettazione, e in altri, come in C e Java sono usate solamente come controllo delle assunzioni in esecuzione. 
In entrambi i casi, possono controllare la loro validità in esecuzione, ma possono anche  essere eliminate.

### Asserzioni nella programmazione a contratto
Le asserzioni possono fungere a forma di documentazione: descrivono lo stato del codice che ci si aspetta prima dell'esecuzione (precondizioni), e lo stato che ci si aspetta quando l'esecuzione termina (postcondizioni), possono anche specificare invarianti di classe
Eiffel integra queste asserzioni nel linguaggio e le estrae automaticamente dal documento della classe.